# História da Zâmbia
A história da Zâmbia é praticamente desconhecida desde o período pré-histórico à era medieval. Se a pesquisa arqueológica contribui para que se saiba que é um dos berços da Humanidade também se atesta que existiam antigos reinos a partir do século XI.
Durante o período colonial britânico, o território era um protetorado conhecido sob o nome de "Rodésia do Norte". O país tornou-se independente em 1964.

## Pré-história
As mais antigas ossadas humanas descobertas no território zambiano foram as do Homo rhodesiensis, datada em mais de 150 000 anos. Algumas ferramentas com cerca de 200 000 anos foram descobertas perto das quedas Vitória.
Os primeiros habitantes conhecidos eram os bosquímanos, caçadores-recolectores nómadas. Os bosquímanos foram provavelmente os únicos habitantes da zona até ao século IV, época que os bantus vieram do norte.

## A era Banto
\Os bantos tinham uma tecnologia relativamente avançada. Eram agricultores, tinham utensílios e armas em ferro e em cobre e dominavam a cerâmica. Eram principalmente sedentários e apenas a necessidade de sobrevivência os fez migrar para o território bosquímano. A coexistência não foi fácil, tendo muitos dos bosquímanos migrado por sua vez, mais para sul, em especial para o que é hoje o Botswana e a Namíbia.
A introdução da agricultura favoreceu o sedentarismo e a população aumentou. Entre os séculos XI e XII uma nova civilização emergiu e a maior parte das aldeias vivia em auto-suficiência, não existindo miscigenação.
A exploração de minas de cobre contribuiu para a existência de relações entre as tribos e peças de cobre serviam como moeda de troca no comércio. O marfim e o algodão contribuíram igualmente para o desenvolvimento do comércio e para solidificar estruturas políticas e sociais por vezes complexas.

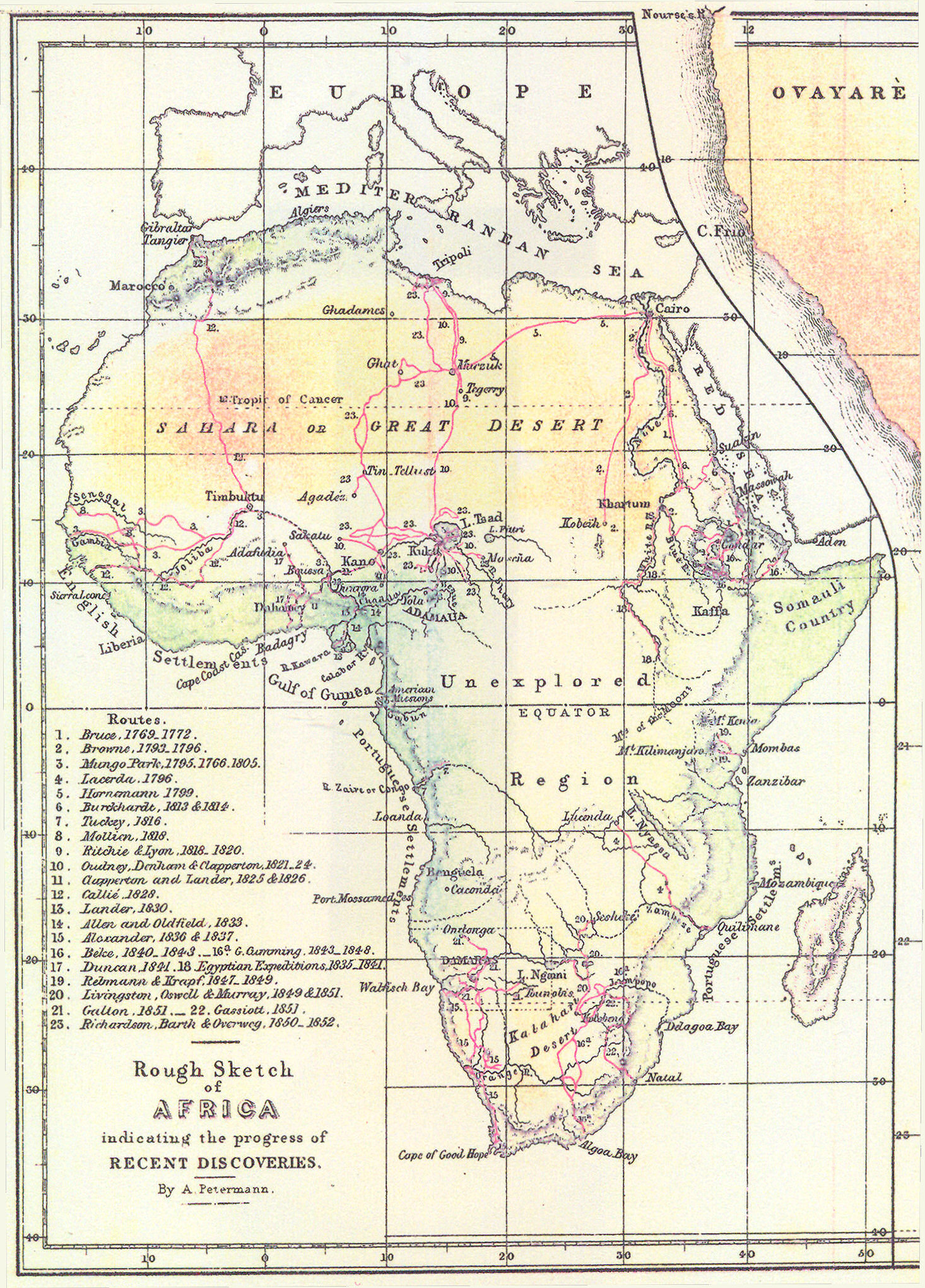
Viagens de Lacerda e Almeida (rota 4) e de Livingstone (rotas 20)

Entre los séculos XVI e XIX, vários reinos se fundaram, fragmentando o território em muitos pequenos estados. Destacam-se cinco:
- os Kazembe-Lunda a norte junto ao rio Luapula,
- os Bemba a nordeste,
- os Chewa a leste,
- os Lozi a oeste e perto do rio Zambeze,
- os Tonga a sul junto do Zambeze.

A região foi durante muito tempo fechada a estrangeiros pois era dificilmente acessível. Nem os comerciantes árabes nem mesmo os portugueses puderam ir tão ao interior de África. No século XVIII os portugueses, que procuravam ligar os territórios de Angola e Moçambique, penetraram na região por intermédio dos Pombeiros, mestiços de Portugueses e Africanos.
O comércio de escravos estabeleceu-se na região sob o controlo distante dos mercadores árabes de Zanzibar e dos Portugueses.
No final do século XVIII, em 1798, o explorador português Francisco José de Lacerda e Almeida dirigiu o que viria a ser a primeira expedição científica europeia em África. A finalidade da expedição era ligar por terra os territórios portugueses de Moçambique, a leste, e Angola, a oeste. Depois de percorrer mais de 1300 Km desde Tete, Lacerda e Almeida chegou ao Reino de Cazembe, então parte do Império Lunda, onde faleceu, com febres, em outubro de 1798. A expedição, desorganizada após a morte de Lacerda e Almeida e agora sob o comando do Padre Francisco João Pinto, regressou a Tete sem tentar continuar até Angola, como inicialmente  previsto. No entanto, o diário de viagem do explorador foi salvo e trazido para Tete e seria mais tarde traduzido para o inglês, por Richard Francis Burton, e publicado sob o título de "The Lands of Cazembe: Lacerda´s journey to Cazembe in 1798".

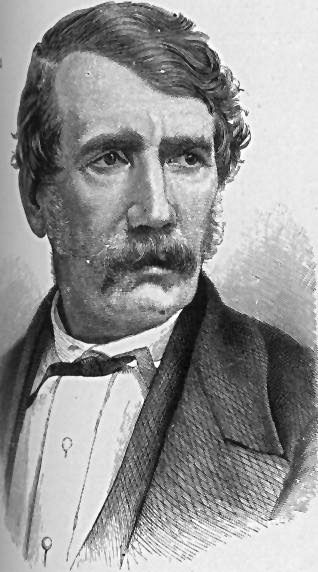
David Livingstone

Esse documento permanecerá o único tetemunho europeu sobre esta região durante mais de cinquenta anos, até à viagem do grande explorador escocês David Livingstone, em 1851, ano em que ele ter-se-ia encontrado com o chefe Sebetwane. Quatro anos depois, Livingstone descobriria as cataratas a que chamou Quedas Vitória.
Na década de 1870, o estado mais importante da região do Alto Zambeze era o reino da Barotselândia, do povo Lozi, fundado no século XVIII.

## No século XX
Em 1888, foram fundadas as colônias britânicas da Rodésia do Norte (atual Zâmbia) e da Rodésia do Sul (atual Zimbabwe). A Rodésia do Norte será administrada pela Companhia Britânica da África do Sul até 1924, quando passa ao domínio direto do Reino Unido. Colonos britânicos ali se instalam no período anterior à II Guerra Mundial. Em 1960, a minoria branca chega a aproximadamente 5% da população. Em 1953, as duas Rodésias fundem-se com a colônia britânica de Niassalândia (atual Malauí) e formam a Federação da Rodésia e Niassalândia, sob tutela britânica.
Em 1963, a federação é dissolvida. No ano seguinte, a Rodésia do Norte torna-se independente com o nome de Zâmbia, sob a presidência de Kenneth Kaunda, da União Nacional da Independência (o partido único). Kaunda convence os colonos brancos a não emigrar, como ocorrera na maior parte das ex-colônias européias na África. Em 1973, o país fecha as fronteiras com a Rodésia do Sul, em protesto contra o regime racista de Ian Smith. Em 1979, comandos da Rodésia destroem em Lusaka o quartel-general do movimento guerrilheiro União Africana do Povo do Zimbábue (Zapu), que combate o regime branco rodesiano com o apoio do governo zambiano. Em 1982, as medidas de austeridade econômica levam a uma greve geral contra Kaunda. A crise agrava-se com a queda internacional do preço do cobre.
Kaunda é reeleito várias vezes e fica na Presidência até 1991. Durante o seu governo, em 1987, o país rompe com o FMI. O agravamento da crise econômica obriga Kaunda a fazer concessões políticas. As eleições de 1991 resultam na vitória do Movimento pela Democracia Multipartidária (MMD), cujo líder, Frederick Chiluba, se torna presidente. O novo governo, porém, não consegue resolver a crise.
Em 1993, Chiluba decreta o estado de emergência (revogado no final do ano) para conter uma campanha de desobediência civil dos partidários de Kaunda contra as reformas estruturais. Um acordo com o FMI, em 1993, leva à privatização de estatais, ao aumento do desemprego e à insatisfação popular.
Em 1994, Chiluba faz uma troca de dez de seus ministros, acusados de tráfico de drogas. Em maio de 1996 apóia emenda constitucional determinando que só zambianos de mais de duas gerações podem concorrer à Presidência. A emenda é inserida para impedir a candidatura do ex-presidente Kaunda, filho de malauianos. Em novembro, Chiluba é reeleito.
Em 1997, o governo debela uma tentativa de golpe de Estado liderada por militares rebeldes e decreta estado de emergência (suspenso em março de 1998). O ex-presidente Kenneth Kaunda, detido sob acusação de participar do golpe, é libertado em junho de 1998.